# Angela Carluccio
Angela Carluccio (Brindisi, 26 ottobre 1972) è una politica italiana, sindaco di Brindisi dal 2016 al 2017, prima donna a ricoprire tale carica.

## Biografia
Figlia di Bruno Carluccio, già sindaco di Brindisi, dopo il diploma di segretaria amministrativa si laurea in giurisprudenza all'Università degli Studi di Bari. Svolge l'attività di avvocato civilista.

### Attività politica
Dopo aver vinto le primarie di coalizione come candidata della lista "Noi Centro" di Massimo Ferrarese, si candida alle elezioni comunali del 2016 sostenuta dalla lista "Noi Centro", da Conservatori e Riformisti e dalle liste civiche "Impegno Sociale", "Democratici per Brindisi" e "Brindisi Prima di Tutto". Vince al ballottaggio con il 51,13% dei voti contro il 48,87% dello sfidante, il candidato del centro-sinistra Fernando Marino, prevalendo con uno scarto di circa 646 voti e diventando la prima donna alla guida della città.
Rassegna le dimissioni il 24 gennaio 2017, ritirandole successivamente il 7 febbraio. Il 27 maggio 2017, a undici mesi dalla propria elezione, in seguito ad una mozione di sfiducia, termina la propria attività politica in qualità di primo cittadino del comune di Brindisi.
Nel 2020 si candida alle elezioni regionali in Puglia nella lista "Senso Civico" a sostegno del governatore uscente Michele Emiliano. Ottiene 753 preferenze, non risultando eletta.